# Корат Переслідувач
Корат Переслідувач (англ. Korath the Pursuer) — вигаданий персонаж з коміксів американського видавництва Marvel Comics.

## Історія публікації
Корат вперше з'явився в Quasar № 32 (березень 1992 року), і був створений Марком Грюнвальдом і Грегом Капулло. Було показано, що він, Корат-Тхак, був провідним розробником проекту, який створив «Переслідувача», який вперше з'явився в Inhumans # 11 (червень 1977), хоча сам Корат не фігурував в цьому випуску.

## Вигадана біографія
Корат-Тхак є агентом імперії Кріі. Він був кібер-генетиком, засновником і керівником проекту Наздоганяючий з розробки кібернетичних воїнів ополчення для Кріі. Він також був майстром заводу з виробництва боєприпасів і спеціальним оператором Вищої розвідки.
Корат використовував кібер-генетичну технологію свого власного дизайну, щоб отримати надлюдські сили під час війни Кріі з Ші'ар. Потім він зустрів Шатерракса, Алтімуса і Супремора. За наказом Супремора він атакував Месників на Галі і боровся з Капітаном Америка. Поряд з Зоряною силою Кріі він знову бився з Месниками на Галі. Він був свідком вбивства Дембрідом Аель-Дана і Дар-Бенна і повернення до влади Верховного Розуму. Разом із Зірковою силою Кріі він був узятий в полон в промені shasar stasis. Він став свідком битви між силами Месників і був переможений Багряною Відьмою і Астрою. Поруч із Зірковою армією Кріі він прибув в Імперію Ши'ар, щоб убити Ліландру. Він бився з іншим контингентом Месників і Імперською Гвардією Ші'ар. Він повернувся в Галу разом з Ліландрою, Зоряною силою і Імперською Гвардією після детонації неба-бомби, щоб допомогти відновити Кріі під правлінням Ші'ар. Поряд з Зоряною силою і Смертельною птахою, Корат атакував Квазар, Аїшу і Маккарі в Галі за порушення повітряного простору Ші'ар.
Адмірал Гален-Кор та його кримінальні сили боролися з «Смертоносною зіркою» і «Зоряною силою». Корат і Старфорс разом з Підпільним легіоном билися з лордом Танталом. Корат оселився на планеті Готхаб Омега. Корат возз'єднався з Ронаном, коли він прийшов на планету в пошуках Тани Ніл. Очевидно Корат був асимільований в Фаланкс і став одним з обраних. Він бився з Квазаром, Моондроном і Адамом Ворлоком і був убитий Альтроном, коли він не зміг захопити Адама Ворлока.

## Сили і здібності
Корат є членом чужої раси Кріі, яка була доповнена невідомим експериментальним процесом кібер-генної інженерії. Він володіє надлюдською силою, витривалістю і міцністю. Він також має здатність псіонічно знаходити людей, простежуючи їх мозкові візерунки. Як і інші Кріі Корат не може дихати в атмосфері Землі без спеціального апарату або дихаючої сироватки.
Корат є експертом в кібер-генної інженерії. Він навчався бойовим навикам давніх Кріі, і є компетентним, але достатньо недосвідченим озброєним та неозброєним бійцем.
Корат носить броньований бойовий костюм і шолом, що складається з невідомих інопланетних матеріалів. Він володіє двома бета-палицями в 1½ фути, які генерують електричну силу, здатну оглушати противника в несвідомому стані при контакті або порушуючи функції електричних пристроїв. Змінюючи кийки, Корат може оглушати істот настільки ж могутніх як Вічних або навіть невловимих істот. Він здатний до польоту через турбіни в його черевиках, які електрично приводяться в дію.

## Поза коміксами

### Телебачення
Корат Переслідувач вперше з'являється в мультсеріалі «Вартові Галактики» в епізодах «Задні накладки» та «Дорога до Знань», озвучений Дейвом Феною. Він з'являється як слуга Таноса і має зв'язок з Гаморою і Небулою, де вони обидва були відроджені Таносом.

### Фільми
- Джимон Гонсу зіграв Кората у фільмі 2014 року Вартові галактики.[14] Підлеглий Ронана Обвинувача, він вирушає на планету Мораг, щоб отримати подібний сфері артефакт, який був вкрадений Зоряним Лицарем. Після того, як Ронан відновлює артефакт, Корат присутній, коли Ронан бере собі Камінь сили. Пізніше Корат бореться із Вартовими, коли вони сідають на корабель Ронана під час його атаки на Ксандр, і його вбиває Дракс Руйнівник, вириваючи один з імплантів в голові.
- Джимон Гонсу повернувся до ролі Кората у фільмі «Капітан Марвел» 2019 року, дії якого будуть відбуватися в 1990-ті роки, тобто до подій фільму «Вартові Галактики».

### Відео Ігри
- Корат є ігровим персонажем в грі 1995 року «Bad in the Galactic Storm».
- Корат з'являється в грі Marvel: Avengers Alliance 2.[15]